# Stegastes baldwini
Stegastes baldwini is een  straalvinnige vissensoort uit de familie van rifbaarzen of koraaljuffertjes (Pomacentridae). De wetenschappelijke naam van de soort is voor het eerst geldig gepubliceerd in 1980 door Allen & Woods.
De soort staat op de Rode Lijst van de IUCN als Gevoelig, beoordelingsjaar 2007.